# Канцлер на Германия
Канцлер на Германия е постът на оглавяващия федералното правителство на Германия.
Официалната титла на заемащия поста се мени няколко пъти в историята на Германия. В най-новата история заемащият поста се нарича „бундесканцлер/ка“ (Bundeskanzler/in), което в превод от немски е федерален канцлер. Често се съкращава и само като „канцлер/ка“ (Kanzler/in). Текущият канцлер на Германия е Фридрих Мерц  от Християндемократически съюз.
Канцлерският пост, специфичен за немскоговорещите страни, в Германия и Австрия съответства на поста на министър-председател. За разлика от това, в Швейцария канцлерът има технократска роля; той е отговорен за вътрешната организация на федералната канцелария (службата на федералното правителство).
Историята на германския пост датира още от времето на Свещената Римска империя. По онова време титлата канцлер е използвана в редица немскоговорещи кралства. Съвременното значение на поста канцлер е дадено от Ото фон Бисмарк, който става първият канцлер в рамките на Северногерманския съюз през 1867 година. Тогава длъжността на немски се нарича бундесканцлер (Bundeskanzler). След обединението на Германия през 1871 година поста се нарича райхсканцлер (Reichskanzler), въпреки че в редица държави извън Германия продължава да е само канцлер. С приемането на Германската конституция през 1949 година се връща и старото име на длъжността бундесканцлер.
По време на различните исторически периоди ролята на канцлера е различна. От 1871 до 1918 година в Германската империя канцлерът отговаря само пред кайзера. След конституционните промени от 1918 година на парламента е дадено право да отстранява канцлера от поста му. Според конституцията на Ваймарската република от 1919 година канцлерът се назначава пряко от президента и отговаря пред парламента. По времето на Нацистка Германия след смъртта на президента Паул фон Хинденбург конституцията не се спазва. От 1949 година конституцията на Германия дава големи правомощия на канцлера, докато ролята на президента е ограничена.
От създаването му през 1867 година общо 34 личности са заемали поста канцлер на Германия и повечето от тях са титулувани като канцлери.

## Историческа употреба
Най-висшият духовник към императорския дворец в рамките на Свещената Римска империя е наричан канцлер в административни документи. Така например до края на съществуването на Свещената Римска империя архиепископът на Майнц е официално титулуван германски канцлер, архиепископът на Кьолн е титулуван канцлер на Италия, а архиепископът на Трир – канцлер на Бургундия. Тези 3 архиепископи са и курфюрсти на империята. Още от средновековието канцлерският пост носи политическа сила.
В рамките на Германската демократична република, съществувала в периода от 7 октомври 1949 до 3 октомври 1990 г., главата на правителството се нарича министър-президент (т.е. министър-председател) или председател на Министерския съвет.

### Северногермански съюз (1867 – 1871)
Главата на правителството на Северногерманския съюз, създадено на 1 юли 1867 година, има титлата бундесканцлер. Единственият човек, заемал този пост, е Ото фон Бисмарк, министър-председателят на Прусия.
Кралят на Прусия е коронован за германски кайзер във Версайския дворец на 18 януари 1871 година, което променя статута на държавното обединение, но въпреки това Северногерманският съюз продължава да съществува до създаването на конституцията на Германската империя, която влиза в сила на 16 април 1871 година. Ото фон Бисмарк остава на поста канцлер до тази дата. През периода между януари и април с.г. Северногерманският съюз е наричан Германска конфедерация, след като южните държави (без Австрия) се присъединяват към съюза.
Канцлерът се избира пряко от краля на Прусия в неговата роля на президент в рамките на Северногерманския съюз. Ролята на канцлера и неговите правомощия са сходни с тези на наследилия го пост от 1871 година.

### Германска империя (1871 – 1918)
От началото на 1871 година, в рамките на Германската империя, канцлерът е едновременно първи министър на кайзера и председател на Бундесрата (горната камара на германския парламент). Канцлерът не се избира от парламента (Райхстаг) и не се отчита пред него. Вместо това изборът на канцлер се прави пряко от кайзера.
Държавните учреждения в приоритетен ред включват:
- Федерален съвет (бундесрат), включващ представители на федеративните държави;
- Имперски съвет (райхстаг);
- Федерално правителство, оглавявано от министър-председателя на Прусия Ото фон Бисмарк като федерален канцлер в рамките на лична уния.

Практически външните министри на федеративните държави оглавяват своите представители във федералния съвет и по този начин стоят по-високо от канцлера. Поради тази причина Бисмарк продължава, почти през цялото време на мандата си, да заема длъжността канцлер и външен министър на Прусия, запазвайки реална власт. Тъй като представителите на Берлин контролират 17 гласа в бундесрата, Бисмарк запазва ефективно контрола над парламентарните обсъждания чрез споразумения с по-малките страни.
Мандатът на канцлера е с относително нисък статут в рамките на империята пред този на паламентарните представители на федеративните държави. Самата титла канцлер символизира силна монархо-бюрократична позиция и носи антипарламентарен компонент.
През 1871 година обаче,концепцията за федерален канцлер се трансформира в управителна длъжност на новоформираната Германска империя, която включва и южните държави. Дори и с тази стъпка отново функцията на канцлер е с по-малка власт от оглавяващите правителствата на държавите в съюза. Нито канцлерът, нито лидерите на парламентарните представителства използват титлата министър до 1918 година. Постът през тези години се означава като райхсканцлер (имперски канцлер).
Конституцията на Германия се променя на 29 октомври 1918 година, когато на парламента е дадено право да отстранява канцлера. Но дори тази промяна не спира революцията, която настъпва няколко дена по-късно.

### Революционен период (1918 – 1919)
На 9 ноември 1918 година Максимилиан фон Баден предава канцлерския пост на Фридрих Еберт. Последният изпълнява длъжността начело на германското правителство за около 3 месеца, между края на Германската империя и първото заседание на парламента през февруари 1919 година. Той не използва титлата канцлер.
По същото време Фридрих Еберт е и председател на Съвета на народните представители до 29 декември 1918 година, заедно с независимия социалдемократ Хуго Хас.

### Ваймарска република (1919 – 1933)
Постът на канцлер е запазен в годините на съществуване на Ваймарската република. Канцлерът се избира пряко от президента и се отчита пред райхстага.
В този период канцлерският пост е с ограничени правомощия. Подобно на министър-председателя на Франция германският канцлер по времето на Ваймарската република е не повече от длъжностно лице. Решенията на кабинета се взимат посредством гласуване с мнозинство. Практически повечето правителства от онова време разчитат на солидна подкрепа от президента, тъй като е трудно постигането на мнозинство в парламента.

### Нацистка Германия (1933 – 1945)
Адолф Хитлер става канцлер на Германия през 1933 година. След встъпването в длъжността Хитлер започва да натрупва влияние и ефективно променя ролята на канцлера. След само 2 месеца начело на правителството и след пожара в сградата на райхстага парламентът приема Упълномощителния акт от 1933 година, който дава на канцлера пълни законодателни права за период от 4 години — т.е. канцлерът може да приеме какъвто и да е закон без консултация с парламента. Постът набира още повече власт през август 1934 година, когато действащият президент Паул фон Хинденбург умира. Тогава Адолф Хитлер, позовавайки се на „Упълномощителния акт“, слива постовете на канцлер и президент в нов пост, наречен фюрер (водач), включващ и длъжността на лидера на управляващата партия НСДАП. Официалното обръщение към Хитлер е „фюрер и райхсканцлер“. През април 1945 година самият Хитлер дава инструкции след смъртта му терминът „фюрер“ да се закрие и да се ползват титлите „президент“ и „канцлер“. На 30 април 1945 година фюрерът се самоубива и за кратко е наследен от Йозеф Гьобелс съгласно завещанието на Хитлер. След като и Гьобелс извършва самоубийство, държавата се поема от гросадмирал Карл Дьониц в качеството му на райхспрезидент. Той избира за глава на правителството консервативния аристократ и дългогодишен финансов министър Луц Шверин фон Крозиг, който се самонарича главен министър. Дьониц и Шверин фон Крозиг официално преговарят за капитулацията на Германия във Втората световна война.

### Федерална република Германия (от 1949 г.)
През 1949 година германската конституция дава на канцлера широки права в правителствената политика. Титлата е променена отново на бундесканцлер (в превод: федерален канцлер). Някои наблюдатели означават устройството на Германия от този период като „канцлерска демокрация“. Федералното правителство се състои от канцлер и неговия кабинет от министри.
Пълномощията на канцлера се дават от федералната конституция, наречена Основен закон на Федерална република Германия. На практика за такъв се избира лидерът на партия (или коалиция) с мнозинство в парламента (бундестаг). С изключение на Хелмут Шмит канцлерът обикновено е и лидер на своята партия. Подобен е и случаят с канцлера Герхард Шрьодер, които е избран през 1999 година, но напуска поста на лидер на Социалдемократическата партия през 2004 (около година преди изборите).
Официалното назоваване (и обръщение) на канцлера на Германия е „Господин Канцлер“ (Herr Bundeskanzler – Хер Бундесканцлер) за мъж или „Госпожа Канцлерка“ (Frau Bundeskanzlerin – Фрау Бундесканцлерин) за жена.

### Книги
- Klein, Herbert, ed. 1993. The German Chancellors. Berlin: Edition
- Padgett, Stephen, ed. 1994. The Development of the German Chancellorship: Adenauer to Kohl. London: Hurst

### Статии
- Harlen, Christine M. 2002. "The Leadership Styles of the German Chancellors: From Schmidt to Schröder." Politics and Policy 30 (2 (June)): 347–371
- Helms, Ludger. 2001. "The Changing Chancellorship: Resources and Constraints Revisited." German Politics 10 (2): 155–168
- Mayntz, Renate. 1980. "Executive Leadership in Germany: Dispersion of Power or 'Kanzler Demokratie'?" In Presidents and Prime Ministers, ed. R. Rose and E. N. Suleiman. Washington, D.C: American Enterprise Institute. pp. 139–71
- Smith, Gordon. 1991. The Resources of a German Chancellor. West European Politics 14 (2): 48–61